# میش‌پرور

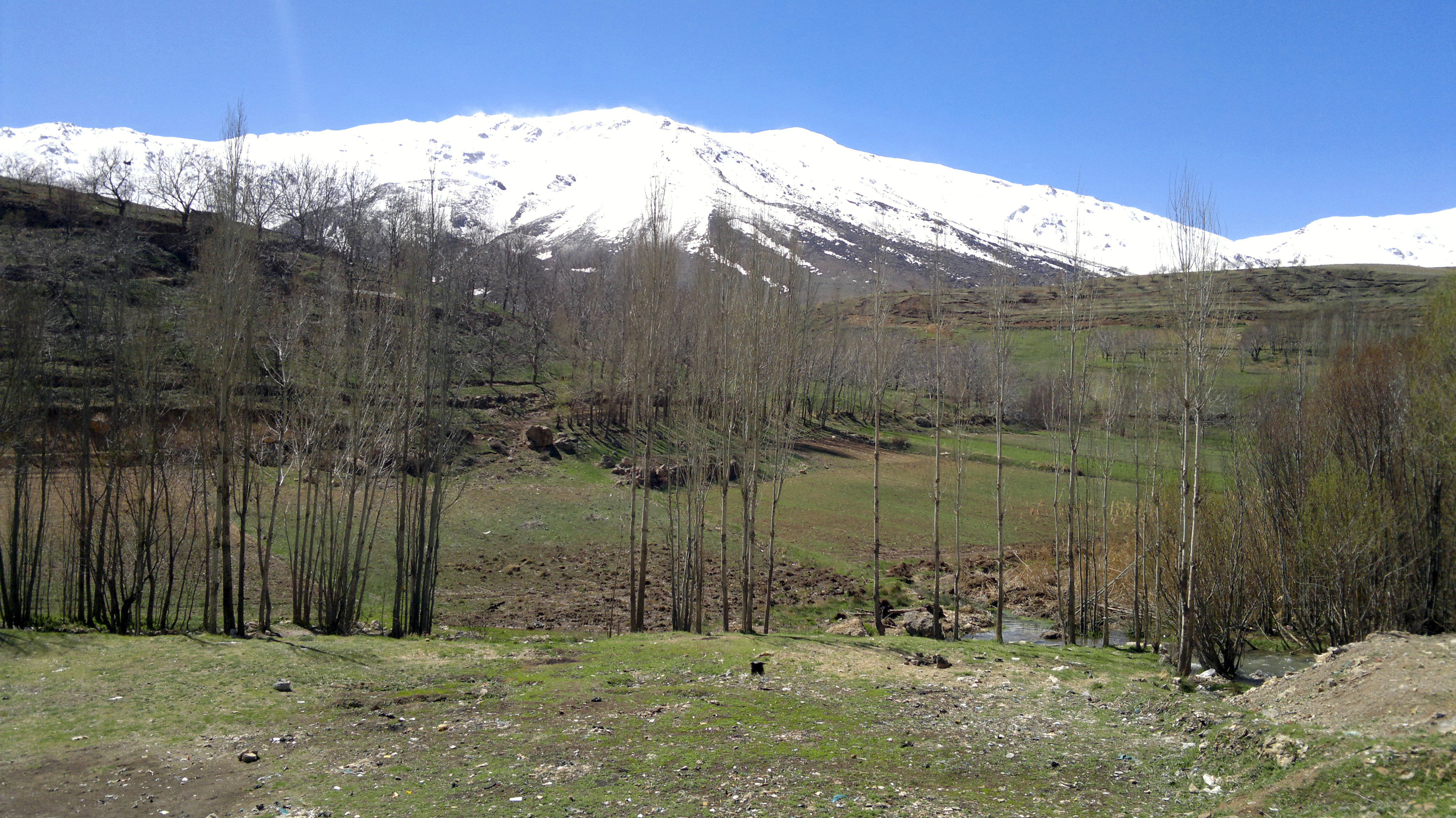
نمای شمالی کوه میش‌پرور از روستای فیال

میش‌پَروَر یا برنجه (همچنین رنجه) کوهی  در شهرستان بروجرد در شمال شرقی استان لرستان و بخشی از کوهستان گرین است. ارتفاع میش‌پرور بیش از ۳۵۳۵ متر از سطح دریاست و پس از قله ولاش، دومین کوه بلند این شهرستان به حساب می‌آید. بخش‌های مرتفع میش‌پرور در بیشتر ماه‌های سال پوشیده از برف هستند و سراب‌های متعددی از این کوه جاری است. میش‌پرور نقش مهمی در کشاورزی و دامپروری منطقه دارد و مراتع آن مورد استفاده روستاییان برای چرای دام قرار می‌گیرد.
میش‌پرور بخشی از زاگرس مرتفع است که مانند نواری از کوه‌های بلند، نواحی شرقی لرستان را از نواحی مرکزی آن جدا می‌کند. این کوه از شمال به کوه سه کوزان، از غرب به قلهٔ ولاش، از جنوب به جادهٔ بروجرد-چغلوندی-خرم‌آباد و روستای قلعه آبسرده بروجرد و از شرق به روستای فیال و حاجی‌آباد در حاشیهٔ شهر بروجرد منتهی می‌شود.
صعود به کوه میش‌پرور از نواحی غربی بروجرد مانند فیال، گلدشت یا تنگه کپرگه و بیرانوند شمالی صورت می‌گیرد.